# Río Xun
El río Xun (en chino, 浔江; pinyin, Xún Jiāng, jyutping: Cham4 Gong1) es un tramo de la rama principal del sistema del río Perla aguas arriba del río Xi, en el Sur de China. Con solo 169 kilómetros de longitud, es la corriente principal del Xi. El río Xun, se forma de la unión de los ríos Yu y Qian, siendo el Qian el mayor de los dos afluentes. Después el Xun fluye desde Guiping y pasa por Pingnan, uniéndose finalmente con el río Gui en Wuzhou para formar el río Xi. El Xun forma así una sección del afluente más largo del Perla.
El río Xun fluye de oeste a este aproximadamente a lo largo del Trópico de Cáncer.
Tiene una importancia considerable para Guangxi, ya que drena la mayor parte de la provincia. Puede ser utilizado por flotas de 200 a 250 toneladas durante todo el año. El volumen de carga representa aproximadamente la mitad del transporte por aguas interiores de Guangxi y es la vía fluvial con la que se transporta. mayor volumen de transporte por aguas interiores en Guangxi.